# Liste der Einträge im National Register of Historic Places im Worcester County (Massachusetts)

Lage des Worcester County in Massachusetts

Die Liste der Einträge im National Register of Historic Places im Worcester County in Massachusetts führt alle Bauwerke, National Historic Landmarks und Historic Districts im Bristol County auf, die in das National Register of Historic Places aufgenommen wurden.
Aufgrund der Vielzahl der vorhandenen Einträge wurden alle Einträge nördlich der Massachusetts Route 2 in eine gesonderte Liste ausgelagert. Zudem gibt es für die Städte Southbridge und Uxbridge eigene Listen:
- Liste der Einträge im National Register of Historic Places in Southbridge (Massachusetts), 83 Einträge
- Liste der Einträge im National Register of Historic Places in Uxbridge (Massachusetts), 53 Einträge

Darüber hinaus besitzt die Stadt Worcester so viele im NRHP eingetragene Denkmäler, dass diese aus Gründen der Übersicht auf drei weitere Listen verteilt sind:
- Liste der Einträge im National Register of Historic Places im östlichen Worcester (Massachusetts), 97 Einträge
- Liste der Einträge im National Register of Historic Places im nordwestlichen Worcester (Massachusetts), 102 Einträge
- Liste der Einträge im National Register of Historic Places im südwestlichen Worcester (Massachusetts), 80 Einträge

## Legende
| NRHP | Historic Place    |
| NHL  | Historic Landmark |
| HD   | Historic District |

## Aktuelle Einträge
| [ 2 ] | Name                                                                       | Bild                                                | Eintragsdatum                  | Lage | Ort              | Beschreibung                                                                                             |
| ----- | -------------------------------------------------------------------------- | --------------------------------------------------- | ------------------------------ | --- | ---------------- | --- |
| 1     | 1767 Milestones                                                            | 1767 Milestones                                     | 7. Apr. 1971 ID-Nr. 71000084   | Zwischen Boston und Springfield entlang der Boston Post Road. 42° 17′ 35,2″ N, 71° 44′ 57,8″ W               | Diverse          | |
| 2     | Nathan C. Aldrich House and Resthaven Chapel                               | Nathan C. Aldrich House and Resthaven Chapel        | 17. Mai 2006 ID-Nr. 06000399   | 111 Providence St. 42° 5′ 12,8″ N, 71° 31′ 57″ W                                                             | Mendon           | |
| 3     | Ethan Allen House and Gun Shop                                             | weitere Bilder                                      | 12. Okt. 1995 ID-Nr. 95001167  | 37 Waterville St. 42° 14′ 13,9″ N, 71° 42′ 23″ W                                                             | Grafton          | |
| 4     | Bancroft Memorial Library                                                  | Bancroft Memorial Library                           | 12. Feb. 1999 ID-Nr. 99000188  | 50 Hopedale St. 42° 7′ 49″ N, 71° 32′ 30″ W                                                                  | Hopedale         | |
| 5     | Barlin Acres                                                               | Barlin Acres                                        | 26. Nov. 1982 ID-Nr. 82000487  | 284 School St. 42° 20′ 3,8″ N, 71° 43′ 22,1″ W                                                               | Boylston         | Heute Standort eines Golfplatzes.                                                                        |
| 6     | Barnes-Hill House                                                          | Barnes-Hill House                                   | 26. Jan. 2016 ID-Nr. 15001007  | 12 N. Brookfield Rd. 42° 15′ 40,7″ N, 72° 0′ 50″ W                                                           | Spencer          | |
| 7     | Barre Common District                                                      | Barre Common District                               | 4. Mai 1976 ID-Nr. 76000298    | 42° 25′ 19,9″ N, 72° 6′ 20,2″ W                                                                              | Barre            | |
| 8     | Bartlett’s Bridge                                                          | Bartlett’s Bridge                                   | 10. Feb. 2000 ID-Nr. 00000077  | Clara Barton Rd. über den French River 42° 9′ 16,9″ N, 71° 52′ 59,2″ W                                       | Oxford           | |
| 9     | Clara Barton Homestead                                                     | Clara Barton Homestead                              | 22. Sep. 1977 ID-Nr. 77000202  | Clara Barton Rd. 42° 9′ 11,9″ N, 71° 53′ 44,9″ W                                                             | Oxford           | |
| 10    | Beaman Memorial Public Library                                             | Beaman Memorial Public Library                      | 16. Mai 2016 ID-Nr. 16000251   | 8 Newton St. 42° 21′ 54,2″ N, 71° 46′ 59,4″ W                                                                | West Boylston    | |
| 11    | Berlin Town Hall                                                           | Berlin Town Hall                                    | 15. Sep. 2011 ID-Nr. 11000663  | 12 Woodward Ave. 42° 22′ 54,8″ N, 71° 38′ 12,8″ W                                                            | Berlin           | |
| 12    | Bigelow Carpet Company Woolen Mills                                        | Bigelow Carpet Company Woolen Mills                 | 6. Okt. 1983 ID-Nr. 83004107   | Main St. 42° 25′ 0,8″ N, 71° 41′ 26,2″ W                                                                     | Clinton          | |
| 13    | Bigelow Carpet Mill                                                        | Bigelow Carpet Mill                                 | 22. Dez. 1978 ID-Nr. 78000467  | Union und High Sts. 42° 24′ 55,1″ N, 71° 41′ 10″ W                                                           | Clinton          | |
| 14    | Bigelow Tavern Historic District                                           | Bigelow Tavern Historic District                    | 24. Sep. 1992 ID-Nr. 92000043  | 60, 64 und 65 Worcester St. 42° 21′ 55,1″ N, 71° 46′ 54,8″ W                                                 | West Boylston    | |
| 15    | Black Tavern                                                               | Black Tavern                                        | 9. Mai 1985 ID-Nr. 85000981    | 140, 142 Dudley Center Rd. 42° 2′ 44,9″ N, 71° 55′ 46,9″ W                                                   | Dudley           | |
| 16    | Blackstone Canal Historic District                                         | Blackstone Canal Historic District                  | 15. Aug. 1995 ID-Nr. 73000328  | Von Blackstone bis Worcester 41° 56′ 30,1″ N, 71° 27′ 50,4″ W                                                | Diverse          | 1995 durch eine Ergänzung des Eintrags erweitert.                                                        |
| 17    | Blackstone Manufacturing Company Historic District                         | Blackstone Manufacturing Company Historic District  | 25. Aug. 1995 ID-Nr. 95001038  | 42° 0′ 58″ N, 71° 32′ 40,9″ W                                                                                | Blackstone       | |
| 18    | Blackstone Viaduct                                                         | Blackstone Viaduct                                  | 5. Feb. 2002 ID-Nr. 01001558   | Canal, Farnum und Mill Sts. 42° 0′ 55″ N, 71° 32′ 0″ W                                                       | Blackstone       | |
| 19    | Bolton Center Historic District                                            | Bolton Center Historic District                     | 17. Nov. 1997 ID-Nr. 97001296  | 42° 26′ 7″ N, 71° 36′ 35″ W                                                                                  | Bolton           | |
| 20    | Bowers School                                                              | Bowers School                                       | 10. Nov. 1983 ID-Nr. 83004108  | 411 Water St. 42° 25′ 9″ N, 71° 40′ 18″ W                                                                    | Clinton          | |
| 21    | J.D.C. Bradley House                                                       | J.D.C. Bradley House                                | 26. Feb. 1999 ID-Nr. 99000260  | 5 Sadie Hutt Lane 42° 18′ 59″ N, 71° 32′ 34,1″ W                                                             | Southborough     | Im Register unzutreffend unter der Adresse 60 Sears Rd. eingetragen.                                     |
| 22    | Brookfield Cemetery                                                        | Brookfield Cemetery                                 | 9. Mai 2003 ID-Nr. 03000384    | Main St. 42° 13′ 2″ N, 72° 6′ 49″ W                                                                          | Brookfield       | |
| 23    | Brookfield Common Historic District                                        | weitere Bilder                                      | 23. Feb. 1990 ID-Nr. 90000161  | 42° 12′ 51″ N, 72° 6′ 9″ W                                                                                   | Brookfield       | |
| 24    | Brown-Davis-Frost Farm                                                     | Brown-Davis-Frost Farm                              | 13. Dez. 1995 ID-Nr. 95001444  | 17 Whitney St. 42° 22′ 28,9″ N, 71° 53′ 19″ W                                                                | Holden           | |
| 25    | Bullard House                                                              | Bullard House                                       | 15. Sep. 2011 ID-Nr. 11000664  | 4 Woodward Ave. 42° 22′ 54″ N, 71° 38′ 14″ W                                                                 | Berlin           | |
| 26    | Camp Atwater                                                               | Camp Atwater                                        | 15. Apr. 1982 ID-Nr. 82004477  | Shore Rd. 42° 14′ 21,8″ N, 72° 3′ 0″ W                                                                       | North Brookfield | |
| 27    | Cedar Swamp Archeological District                                         | Cedar Swamp Archeological District                  | 23. Mai 1988 ID-Nr. 88000587   | 42° 15′ 36″ N, 71° 35′ 6″ W                                                                                  | Westborough      | |
| 28    | Central Street Historic District                                           | Central Street Historic District                    | 20. Juni 2003 ID-Nr. 03000550  | 42° 1′ 28,8″ N, 71° 34′ 57,4″ W                                                                              | Millville        | |
| 29    | Charlton Center Historic District                                          | Charlton Center Historic District                   | 20. Okt. 1995 ID-Nr. 95001227  | 42° 8′ 2″ N, 71° 58′ 9″ W                                                                                    | Charlton         | |
| 30    | Chestnut Hill Meetinghouse                                                 | Chestnut Hill Meetinghouse                          | 13. Nov. 1984 ID-Nr. 84000434  | Chestnut und Thayer Sts. 42° 2′ 27″ N, 71° 34′ 58″ W                                                         | Millville        | |
| 31    | George Clapp House                                                         | weitere Bilder                                      | 21. Aug. 1997 ID-Nr. 97000919  | 44 North St. 42° 12′ 43″ N, 71° 40′ 51″ W                                                                    | Grafton          | |
| 32    | Clinton Wire Cloth Company Historic District                               |                                                     | 7. Mai 2024 ID-Nr. 100010280   | 55–104 Sterling Street; 10, 19 und 89 Parker Street 42° 25′ 18,2″ N, 71° 41′ 20″ W                           | Clinton          | |
| 33    | Corcoran School                                                            | Corcoran School                                     | 4. Feb. 2000 ID-Nr. 00000039   | 40 Walnut St. 42° 25′ 0″ N, 71° 41′ 3″ W                                                                     | Clinton          | |
| 34    | Crossman Bridge                                                            | Crossman Bridge                                     | 27. Dez. 2010 ID-Nr. 10001065  | Gilbert Rd. über den Quaboag River 42° 12′ 37″ N, 72° 14′ 44″ W                                              | Warren           | |
| 35    | Dana Common Historic and Archaeological District                           | weitere Bilder                                      | 4. März 2013 ID-Nr. 13000052   | 42° 26′ 56,6″ N, 72° 12′ 23,8″ W                                                                             | Petersham        | |
| 36    | District Five Schoolhouse                                                  | District Five Schoolhouse                           | 5. Juni 1991 ID-Nr. 91000697   | 42° 2′ 34,1″ N, 71° 52′ 58,1″ W                                                                              | Webster          | Heute Standort der Dudley-Webster Historical Society.                                                    |
| 37    | District No. 4 School                                                      | District No. 4 School                               | 11. Okt. 2016 ID-Nr. 16000713  | 191 East St. 42° 29′ 18,3″ N, 72° 9′ 10,5″ W                                                                 | Petersham        | |
| 38    | District No. 5 School                                                      | District No. 5 School                               | 18. Juli 2016 ID-Nr. 16000455  | 311 East St. 42° 29′ 6,2″ N, 72° 7′ 58,5″ W                                                                  | Petersham        | |
| 39    | District No. 5 School                                                      | District No. 5 School                               | 27. Aug. 2013 ID-Nr. 13000622  | 2 Old Mill Rd. 42° 17′ 28,8″ N, 71° 44′ 28,8″ W                                                              | Shrewsbury       | |
| 40    | Downtown Clinton Historic District                                         | Downtown Clinton Historic District                  | 21. Feb. 1985 ID-Nr. 85000319  | 42° 25′ 2″ N, 71° 40′ 59″ W                                                                                  | Clinton          | |
| 41    | Dudley Hill Historic District                                              |                                                     | 2. Dez. 2019 ID-Nr. 100004707  | Center, Dudley Oxford Rd., Dudley Southbridge, Ramshorn & Tanyard Rds. 42° 2′ 49″ N, 71° 55′ 45″ W           | Dudley           | |
| 42    | Eagleville Historic District                                               | Eagleville Historic District                        | 24. Sep. 2010 ID-Nr. 10000786  | Main St., Princeton St., High St 42° 21′ 34,9″ N, 71° 52′ 54,8″ W                                            | Holden           | |
| 43    | East Blackstone Friends Meetinghouse                                       | East Blackstone Friends Meetinghouse                | 22. Aug. 1995 ID-Nr. 95001035  | 197 Elm St. 42° 3′ 9″ N, 71° 31′ 23″ W                                                                       | Blackstone       | |
| 44    | East Blackstone Village Historic District                                  | East Blackstone Village Historic District           | 6. Sep. 1995 ID-Nr. 95001040   | 42° 2′ 39″ N, 71° 30′ 57″ W                                                                                  | Blackstone       | |
| 45    | East Princeton Village Historic District                                   | East Princeton Village Historic District            | 18. März 2004 ID-Nr. 04000188  | 42° 28′ 23″ N, 71° 50′ 14″ W                                                                                 | Princeton        | |
| 46    | Eddy Block                                                                 | Eddy Block                                          | 3. Dez. 1980 ID-Nr. 80000470   | 119-131 Main St. und 4 Davis St. 42° 2′ 56″ N, 71° 53′ 5″ W                                                  | Webster          | |
| 47    | Elm Hill Farm Historic District                                            | Elm Hill Farm Historic District                     | 16. Mai 1991 ID-Nr. 91000600   | 42° 13′ 16″ N, 72° 5′ 10″ W                                                                                  | Brookfield       | |
| 48    | Farnum’s Gate Historic District                                            | Farnum’s Gate Historic District                     | 25. Aug. 1995 ID-Nr. 95001039  | 42° 1′ 8″ N, 71° 31′ 56″ W                                                                                   | Blackstone       | |
| 49    | Farnumsville Historic District                                             | Farnumsville Historic District                      | 16. Feb. 1996 ID-Nr. 96000052  | 42° 10′ 28″ N, 71° 41′ 3″ W                                                                                  | Grafton          | |
| 50    | Fernside-Vacation House for Working Girls                                  | Fernside-Vacation House for Working Girls           | 27. Juni 2002 ID-Nr. 02000695  | 162 Mountain Rd. 42° 28′ 6″ N, 71° 53′ 4″ W                                                                  | Princeton        | |
| 51    | First Baptist Church of Northborough                                       | First Baptist Church of Northborough                | 12. Apr. 2016 ID-Nr. 16000157  | 52 Main St. 42° 19′ 10,6″ N, 71° 38′ 19,4″ W                                                                 | Northborough     | Heute Standort der Northborough Historical Society.                                                      |
| 52    | First Methodist Church                                                     | First Methodist Church                              | 2. Nov. 1990 ID-Nr. 90001720   | 75 Walnut St. 42° 25′ 0″ N, 71° 41′ 3″ W                                                                     | Clinton          | |
| 53    | First Presbyterian Society Meeting House                                   | First Presbyterian Society Meeting House            | 9. Sep. 2010 ID-Nr. 10000722   | 20 Main St. 42° 11′ 32″ N, 71° 45′ 37″ W                                                                     | Millbury         | |
| 54    | Nathan Fisher House                                                        | Nathan Fisher House                                 | 25. März 1980 ID-Nr. 80001679  | 34 West Main St. 42° 17′ 3″ N, 71° 37′ 30″ W                                                                 | Westborough      | |
| 55    | Fisherville Historic District                                              | Fisherville Historic District                       | 16. Feb. 1996 ID-Nr. 96000056  | 42° 10′ 36,8″ N, 71° 41′ 39,8″ W                                                                             | Grafton          | |
| 56    | Fobes-O’Donnell House                                                      |                                                     | 7. März 2018 ID-Nr. 100002197  | 1221 Old Turnpike Rd. 42° 22′ 0,9″ N, 72° 4′ 15,7″ W                                                         | Oakham           | |
| 57    | Jedediah Foster Homesite                                                   | Jedediah Foster Homesite                            | 27. Aug. 2013 ID-Nr. 13000623  | Foster Hill Rd., 42° 13′ 55,2″ N, 72° 7′ 40,1″ W                                                             | West Brookfield  | |
| 58    | Four Corners-Goodnow Farm Historic District                                | weitere Bilder                                      | 10. Aug. 2015 ID-Nr. 15000510  | Gates, Goodnow, Old Colony, Rhodes & Thompson Rds. 42° 27′ 42,8″ N, 71° 55′ 46,9″ W                          | Princeton        | |
| 59    | Freegrace Marble Farm Historic District                                    | Freegrace Marble Farm Historic District             | 13. Nov. 1989 ID-Nr. 89001967  | 80 Burbank Rd. 42° 9′ 43,9″ N, 71° 45′ 2,2″ W                                                                | Sutton           | |
| 60    | Gay Farm                                                                   | Gay Farm                                            | 22. Sep. 1977 ID-Nr. 77000201  | 42° 27′ 50″ N, 72° 11′ 6″ W                                                                                  | Petersham        | |
| 61    | Rev. Samuel Gay House                                                      | Rev. Samuel Gay House                               | 24. Nov. 1997 ID-Nr. 97001450  | 10 Williamsville Rd. 42° 28′ 44″ N, 72° 0′ 55,1″ W                                                           | Hubbardston      | |
| 62    | Gilbertville Historic District                                             | Gilbertville Historic District                      | 26. Dez. 1991 ID-Nr. 91001848  | 42° 18′ 24″ N, 72° 12′ 32″ W                                                                                 | Hardwick         | |
| 63    | Gillon Block                                                               | Gillon Block                                        | 21. Okt. 1982 ID-Nr. 82000488  | 189 Main St. 42° 8′ 26″ N, 71° 31′ 15″ W                                                                     | Milford          | |
| 64    | Goddard Rocket Launching Site                                              | Goddard Rocket Launching Site                       | 13. Nov. 1966 ID-Nr. 66000654  | Neuntes Fairway des Pakachoag Golf Course, Pakachoag Rd. 42° 13′ 6″ N, 71° 48′ 46″ W                         | Auburn           | National Historic Landmark                                                                               |
| 65    | John B. Gough House                                                        | John B. Gough House                                 | 19. März 1974 ID-Nr. 74001763  | 215 Main St. 42° 19′ 42″ N, 71° 45′ 22″ W                                                                    | Boylston         | National Historic Landmark                                                                               |
| 66    | Grafton Common Historic District                                           | Grafton Common Historic District                    | 22. Juni 1988 ID-Nr. 88000707  | 42° 12′ 22″ N, 71° 41′ 10″ W                                                                                 | Grafton          | |
| 67    | Grafton Inn                                                                | Grafton Inn                                         | 16. Juni 1980 ID-Nr. 80001675  | 25 Central Sq. 42° 12′ 23″ N, 71° 41′ 8″ W                                                                   | Grafton          | |
| 68    | Grove Street School                                                        | Grove Street School                                 | 5. Juli 1996 ID-Nr. 96000737   | 23 Grove St. 42° 14′ 48″ N, 71° 59′ 34″ W                                                                    | Spencer          | |
| 69    | Hardwick Village Historic District                                         | Hardwick Village Historic District                  | 19. Dez. 1991 ID-Nr. 91001849  | Petersham, Barre, Greenwich, Ruggles Hill und Gilbertville Rds. 42° 20′ 54″ N, 72° 11′ 49″ W                 | Hardwick         | |
| 70    | Hassanamisco Reservation                                                   | Hassanamisco Reservation                            | 6. Sep. 2011 ID-Nr. 11000615   | 80 Brigham Hill Rd. 42° 12′ 39″ N, 71° 42′ 18″ W                                                             | Grafton          | |
| 71    | Stephen Hastings House                                                     | Stephen Hastings House                              | 6. Dez. 2005 ID-Nr. 05001363   | 20 Squareshire Rd. 42° 24′ 29,2″ N, 71° 44′ 26,2″ W                                                          | Sterling         | |
| 72    | Hayward Mill                                                               | Hayward Mill                                        | 17. Juni 1991 ID-Nr. 91000695  | 42° 4′ 30″ N, 71° 42′ 42,8″ W                                                                                | Douglas          | |
| 73    | Holden Center Historic District                                            | Holden Center Historic District                     | 22. Dez. 1977 ID-Nr. 77000194  | Main, Maple, Highland und Reservoir Sts. 42° 21′ 2,9″ N, 71° 51′ 47,2″ W                                     | Holden           | |
| 74    | Holland-Towne House                                                        | Holland-Towne House                                 | 13. Aug. 1990 ID-Nr. 89002327  | North Street 42° 30′ 1,1″ N, 72° 11′ 6″ W                                                                    | Petersham        | |
| 75    | Hopedale Village Historic District                                         | Hopedale Village Historic District                  | 12. Juni 2002 ID-Nr. 02000635  | 42° 7′ 35″ N, 71° 32′ 12,5″ W                                                                                | Hopedale         | |
| 76    | Hubbard-Dawson House                                                       | Hubbard-Dawson House                                | 13. Dez. 1995 ID-Nr. 95001443  | 925 Main St. 42° 20′ 37″ N, 71° 51′ 7,9″ W                                                                   | Holden           | |
| 77    | Hubbardston Public Library                                                 | Hubbardston Public Library                          | 19. Aug. 1998 ID-Nr. 98000989  | 7 Main St. 42° 28′ 30″ N, 72° 0′ 28,1″ W                                                                     | Hubbardston      | |
| 78    | Hubbardston Town Common Historic District                                  | Hubbardston Town Common Historic District           | 22. Nov. 2000 ID-Nr. 00001396  | Main und Brigham Sts. 42° 28′ 30″ N, 72° 0′ 22″ W                                                            | Hubbardston      | |
| 79    | Hudson House                                                               | Hudson House                                        | 8. Feb. 1978 ID-Nr. 78000480   | 42° 8′ 32″ N, 71° 50′ 12″ W                                                                                  | Oxford           | |
| 80    | Huguenot Fort                                                              | Huguenot Fort                                       | 27. Apr. 1988 ID-Nr. 88000424  | Fort Hill Rd. 42° 5′ 55″ N, 71° 50′ 50″ W                                                                    | Oxford           | |
| 81    | E. N. Jenckes Store                                                        | E. N. Jenckes Store                                 | 28. Jan. 1988 ID-Nr. 87002558  | Main St. 42° 4′ 18″ N, 71° 42′ 51″ W                                                                         | Douglas          | |
| 82    | Knowlton Hat Factory                                                       | Knowlton Hat Factory                                | 1. Juni 1982 ID-Nr. 82004467   | 134 Main St. 42° 10′ 10″ N, 71° 37′ 27″ W                                                                    | Upton            | |
| 83    | Lancaster Mills                                                            | Lancaster Mills                                     | 29. Jan. 2010 ID-Nr. 10000005  | 1-55, 75, 99, 1-R Green St., 20 Cameron St. 42° 24′ 41,6″ N, 71° 40′ 48,5″ W                                 | Clinton          | |
| 84    | Linwood Historic District                                                  | Linwood Historic District                           | 16. Juni 1989 ID-Nr. 88002753  | 42° 5′ 54″ N, 71° 38′ 49″ W                                                                                  | Northbridge      | |
| 85    | Joseph Lothrop House                                                       | Joseph Lothrop House                                | 27. März 1980 ID-Nr. 80001680  | 208 Turnpike Rd. 42° 17′ 1″ N, 71° 37′ 34″ W                                                                 | Westborough      | |
| 86    | Lyman School for Boys                                                      |                                                     | 25. Juli 1994 ID-Nr. 94000693  | 42° 17′ 24″ N, 71° 37′ 50″ W                                                                                 | Westborough      | |
| 87    | Main Street Historic District                                              | Main Street Historic District                       | 10. Mai 2006 ID-Nr. 06000360   | Main, Lincoln, Preston, Walnut Sts., Chestnut Hill Rd., Burns Ave. 42° 1′ 40″ N, 71° 34′ 44″ W               | Millville        | |
| 88    | Main Street Historic District                                              | Main Street Historic District                       | 6. Apr. 1982 ID-Nr. 82004484   | 175-299 und 228-274 Main St. 42° 2′ 57″ N, 71° 52′ 56″ W                                                     | Webster          | |
| 89    | Manchaug Village Historic District                                         |                                                     | 26. Jan. 2018 ID-Nr. 100002026 | 42° 5′ 38,5″ N, 71° 44′ 49,8″ W                                                                              | Sutton           | |
| 90    | Manning-Ball House                                                         | Manning-Ball House                                  | 13. Dez. 1995 ID-Nr. 95001442  | 370 Manning St. 42° 23′ 10″ N, 71° 50′ 8,2″ W                                                                | Holden           | |
| 91    | Maples Cottage                                                             | Maples Cottage                                      | 25. März 1980 ID-Nr. 80001681  | Oak St. 42° 17′ 8″ N, 71° 37′ 38″ W                                                                          | Westborough      | |
| 92    | Marlborough Brook Filter Beds                                              | Marlborough Brook Filter Beds                       | 18. Jan. 1990 ID-Nr. 89002286  | Framingham Rd. 42° 19′ 46,9″ N, 71° 32′ 8,9″ W                                                               | Southborough     | |
| 93    | Matthews Fulling Mill Site                                                 | Matthews Fulling Mill Site                          | 12. Nov. 1975 ID-Nr. 75000302  | Wird nicht veröffentlicht.                                                                                   | North Brookfield | |
| 94    | Memorial Hall                                                              | Memorial Hall                                       | 9. Mai 1985 ID-Nr. 85000983    | 30 School St. 42° 8′ 32″ N, 71° 31′ 9,6″ W                                                                   | Milford          | |
| 95    | Mendon Center Historic District                                            | Mendon Center Historic District                     | 19. Juni 2003 ID-Nr. 03000552  | 42° 6′ 28,2″ N, 71° 33′ 12,8″ W                                                                              | Mendon           | |
| 96    | Milford Town Hall                                                          | Milford Town Hall                                   | 22. Sep. 1977 ID-Nr. 77000200  | 52 Main St. 42° 8′ 33″ N, 71° 31′ 2″ W                                                                       | Milford          | |
| 97    | Moore State Park Historic District                                         | Moore State Park Historic District                  | 21. Mai 2004 ID-Nr. 04000535   | 42° 19′ 5,5″ N, 71° 57′ 25,9″ W                                                                              | Paxton           | |
| 98    | Mount Vernon Cemetery                                                      | Mount Vernon Cemetery                               | 29. Mai 2008 ID-Nr. 08000465   | Church St. 42° 21′ 52,4″ N, 71° 46′ 52″ W                                                                    | West Boylston    | |
| 99    | Azariah Newton House                                                       | Azariah Newton House                                | 14. Okt. 1999 ID-Nr. 99001252  | 44 Silver Hill Rd. 42° 10′ 2″ N, 71° 32′ 8″ W                                                                | Milford          | |
| 100   | No. 4 Schoolhouse                                                          | No. 4 Schoolhouse                                   | 22. Juni 1988 ID-Nr. 88000711  | Farrington Rd. 42° 26′ 43″ N, 72° 5′ 5″ W                                                                    | Barre            | |
| 101   | North Avenue Rural Historic District                                       | North Avenue Rural Historic District                | 25. Juli 2003 ID-Nr. 03000683  | 85-147 North Ave., 6-8 Trask Rd., 4-16 Hopedale St. 42° 7′ 34″ N, 71° 34′ 1″ W                               | Mendon           | |
| 102   | North Brookfield Town House                                                | North Brookfield Town House                         | 28. Okt. 2001 ID-Nr. 01001185  | 185 N. Main St. 42° 16′ 7,3″ N, 72° 5′ 6,2″ W                                                                | North Brookfield | |
| 103   | Northside Village Historic District                                        | Northside Village Historic District                 | 5. Okt. 1977 ID-Nr. 77000195   | Stafford St., Northside und Cemetery Rds. 42° 9′ 53″ N, 71° 57′ 24″ W                                        | Charlton         | |
| 104   | Oakham Center Historic District                                            |                                                     | 6. Feb. 2020 ID-Nr. 100004337  | 42° 21′ 20,3″ N, 72° 2′ 49,9″ W                                                                              | Oakham           | |
| 105   | Oakdale Village Historic District                                          | Oakdale Village Historic District                   | 5. Juli 1996 ID-Nr. 96000738   | 42° 23′ 20″ N, 71° 47′ 48″ W                                                                                 | West Boylston    | |
| 106   | Old Douglas Center Historic District                                       | Old Douglas Center Historic District                | 28. Okt. 2001 ID-Nr. 01001186  | 42° 3′ 13,6″ N, 71° 44′ 22,8″ W                                                                              | Douglas          | |
| 107   | Old Indian Cemetery                                                        | Old Indian Cemetery                                 | 17. Mai 2006 ID-Nr. 06000400   | 50 Cottage St. 42° 14′ 12″ N, 72° 8′ 47″ W                                                                   | West Brookfield  | |
| 108   | Old Stone Church                                                           | Old Stone Church                                    | 13. Apr. 1973 ID-Nr. 73000329  | Nähe MA 140 42° 22′ 29″ N, 71° 46′ 59″ W                                                                     | West Boylston    | |
| 109   | Olney Cook Artisan Shop                                                    |                                                     | 2. Dez. 2019 ID-Nr. 100004699  | 54 Hartford Ave. E. 42° 5′ 41,1″ N, 71° 31′ 33,2″ W                                                          | Mendon           | |
| 110   | Oxford Main Street Historic District                                       | Oxford Main Street Historic District                | 24. Aug. 2011 ID-Nr. 11000586  | 42° 7′ 1″ N, 71° 51′ 53″ W                                                                                   | Oxford           | |
| 111   | Paddock Farm                                                               | Paddock Farm                                        | 23. Feb. 1996 ID-Nr. 96000143  | 259 Salisbury St. 42° 20′ 2″ N, 71° 50′ 57,1″ W                                                              | Holden           | |
| 112   | Pan Burying Ground                                                         | Pan Burying Ground                                  | 11. Juli 2007 ID-Nr. 07000682  | 477 Main St. 42° 25′ 50,2″ N, 71° 35′ 24″ W                                                                  | Bolton           | |
| 113   | Pan Historic District                                                      |                                                     | 16. Aug. 2018 ID-Nr. 100002783 | 42° 25′ 34,4″ N, 71° 34′ 52″ W                                                                               | Bolton           | |
| 114   | Petersham Common Historic District                                         | Petersham Common Historic District                  | 11. Mai 1982 ID-Nr. 82004481   | MA 32/122 42° 29′ 25,1″ N, 72° 11′ 8,2″ W                                                                    | Petersham        | |
| 115   | Pleasant Street School                                                     | Pleasant Street School                              | 5. Juli 1996 ID-Nr. 96000736   | 54 Pleasant St. 42° 14′ 54″ N, 71° 59′ 51″ W                                                                 | Spencer          | |
| 116   | Prescott Town House                                                        | Prescott Town House                                 | 21. Feb. 1989 ID-Nr. 89000043  | MA 32 42° 29′ 56″ N, 72° 11′ 1″ W                                                                            | Petersham        | |
| 117   | Princeton Center Historic District                                         | Princeton Center Historic District                  | 26. Feb. 1999 ID-Nr. 99000259  | 42° 26′ 57″ N, 71° 52′ 43″ W                                                                                 | Princeton        | |
| 118   | Prospect Heights Historic District                                         | Prospect Heights Historic District                  | 5. Sep. 1990 ID-Nr. 90001344   | 42° 8′ 10″ N, 71° 31′ 55″ W                                                                                  | Milford          | |
| 119   | Gen. Rufus Putnam House                                                    | weitere Bilder                                      | 28. Nov. 1972 ID-Nr. 72001330  | 344 Main St. 42° 22′ 29″ N, 71° 58′ 15″ W                                                                    | Rutland          | National Historic Landmark                                                                               |
| 120   | Quinapoxet River Bridge                                                    | Quinapoxet River Bridge                             | 8. Apr. 1990 ID-Nr. 89002292   | Thomas St. über den Quinapoxet River am Wachusett Reservoir 42° 23′ 6″ N, 71° 47′ 52″ W                      | West Boylston    | |
| 121   | Rider Tavern                                                               | Rider Tavern                                        | 19. Mai 1976 ID-Nr. 76000292   | 42° 9′ 52″ N, 71° 57′ 14″ W                                                                                  | Charlton         | |
| 122   | Rock Castle School                                                         | Rock Castle School                                  | 7. Juni 1989 ID-Nr. 89000437   | Prospect St. 42° 3′ 13″ N, 71° 52′ 41,2″ W                                                                   | Webster          | Wird heute als Wohnhaus genutzt.                                                                         |
| 123   | Rockdale Common Housing District                                           | Rockdale Common Housing District                    | 31. März 1983 ID-Nr. 83000611  | 4-20 McBride, 46-58 Plantation und 37-42 Taft Sts. 42° 9′ 9″ N, 71° 38′ 50″ W                                | Northbridge      | |
| 124   | Rogers House                                                               | Rogers House                                        | 1. Juni 1982 ID-Nr. 82004471   | 28 Boyden Rd. 42° 20′ 58,9″ N, 71° 51′ 29,2″ W                                                               | Holden           | |
| 125   | Russell Corner Historic District                                           | Russell Corner Historic District                    | 22. Feb. 2006 ID-Nr. 06000060  | Merriam, Gregory Hill, East Princeton, Sterling Rds. und Bullock Lane 42° 27′ 14″ N, 71° 52′ 6″ W            | Princeton        | |
| 126   | Sawyer Homestead                                                           | Sawyer Homestead                                    | 13. Sep. 2000 ID-Nr. 00001036  | 108 Maple St. 42° 25′ 59″ N, 71° 43′ 49″ W                                                                   | Sterling         | |
| 127   | Shrewsbury Historic District                                               | Shrewsbury Historic District                        | 8. Okt. 1976 ID-Nr. 76000309   | Church Rd., Main, Prospect, Boylston und Grafton Sts. 42° 17′ 53″ N, 71° 42′ 50″ W                           | Shrewsbury       | |
| 128   | Shumway Block                                                              | Shumway Block                                       | 3. Dez. 1980 ID-Nr. 80000468   | 112-116 Main St. 42° 2′ 55″ N, 71° 53′ 7,1″ W                                                                | Webster          | |
| 129   | Southborough Center Historic District                                      | Southborough Center Historic District               | 29. Dez. 2021 ID-Nr. 100007264 | 42° 18′ 22″ N, 71° 31′ 43″ W                                                                                 | Southborough     | |
| 130   | South Union School                                                         | South Union School                                  | 18. Feb. 2011 ID-Nr. 11000021  | 21 Highland St. 42° 16′ 5″ N, 71° 31′ 49″ W                                                                  | Southborough     | |
| 131   | Southwick-Daniels Farm                                                     | Southwick-Daniels Farm                              | 22. Aug. 1995 ID-Nr. 95001030  | 286 Mendon St. 42° 3′ 26″ N, 71° 32′ 54″ W                                                                   | Blackstone       | |
| 132   | Spaulding Block                                                            | Spaulding Block                                     | 3. Dez. 1980 ID-Nr. 80000466   | 141-143 Main St. 42° 2′ 56″ N, 71° 53′ 4,9″ W                                                                | Webster          | |
| 133   | Spencer Town Center Historic District                                      | Spencer Town Center Historic District               | 26. Juni 1986 ID-Nr. 86001399  | 42° 14′ 42″ N, 71° 59′ 33″ W                                                                                 | Spencer          | Der Distrikt wurde bereits drei Mal vergrößert und verfügt daher über insgesamt vier ID-Nummern im NRHP. |
| 134   | John Spurr House                                                           | John Spurr House                                    | 26. Apr. 1976 ID-Nr. 76000293  | Main St. 42° 8′ 6″ N, 71° 58′ 10″ W                                                                          | Charlton         | |
| 135   | Sterling Center Historic District                                          | Sterling Center Historic District                   | 14. Apr. 1988 ID-Nr. 88000425  | 42° 26′ 10″ N, 71° 45′ 41″ W                                                                                 | Sterling         | |
| 136   | Stevens Linen Works Historic District                                      | Stevens Linen Works Historic District               | 17. Sep. 2010 ID-Nr. 10000751  | 8–10 Mill St., 2 W. Main St., 2 Curfew Ln., Ardlock Pl. 42° 3′ 1,1″ N, 71° 53′ 24″ W                         | Dudley           | |
| 137   | Joseph Stone House                                                         | Joseph Stone House                                  | 9. Jan. 1986 ID-Nr. 86000028   | 35 Stone St. 42° 11′ 7″ N, 71° 49′ 51″ W                                                                     | Auburn           | |
| 138   | Lucy Stone Home Site                                                       | Lucy Stone Home Site                                | 8. Feb. 2021 ID-Nr. 100006122  | 69 Coy Hill Rd. 42° 15′ 23″ N, 72° 11′ 32″ W                                                                 | West Brookfield  | |
| 139   | Stony Farm                                                                 | Stony Farm                                          | 13. Dez. 1995 ID-Nr. 95001441  | 428 Salisbury St. 42° 19′ 36,8″ N, 71° 51′ 4″ W                                                              | Holden           | |
| 140   | Sturbridge Common Historic District                                        | Sturbridge Common Historic District                 | 9. Nov. 1977 ID-Nr. 77000656   | Main St. 42° 6′ 25″ N, 72° 4′ 44″ W                                                                          | Sturbridge       | |
| 141   | Sudbury Dam Historic District                                              | Sudbury Dam Historic District                       | 18. Jan. 1990 ID-Nr. 89002265  | 42° 18′ 20,9″ N, 71° 29′ 30,1″ W                                                                             | Southborough     | |
| 142   | Sutton Center Historic District                                            | Sutton Center Historic District                     | 25. Mai 2001 ID-Nr. 01000541   | 42° 9′ 5″ N, 71° 45′ 54″ W                                                                                   | Sutton           | |
| 143   | Tantiusques Reservation                                                    | Tantiusques Reservation                             | 6. Okt. 1983 ID-Nr. 83004141   | Leadmine Rd. 42° 3′ 26″ N, 72° 7′ 52″ W                                                                      | Sturbridge       | |
| 144   | Ted’s Diner                                                                |                                                     | 29. Nov. 2000 ID-Nr. 00001395  | 67 Main St. 42° 8′ 34″ N, 71° 31′ 5″ W                                                                       | Milford          | Wurde 2002 abgerissen.                                                                                   |
| 145   | Benjamin Thayer House                                                      | Benjamin Thayer House                               | 30. Dez. 2009 ID-Nr. 09001174  | 200 Farm St. 42° 2′ 49,2″ N, 71° 31′ 46,9″ W                                                                 | Blackstone       | |
| 146   | Thom Block                                                                 | Thom Block                                          | 23. Juni 1983 ID-Nr. 83003435  | 83-89 Main St. 42° 8′ 31,9″ N, 71° 31′ 7″ W                                                                  | Milford          | |
| 147   | Thompson School                                                            | Thompson School                                     | 7. Juni 1989 ID-Nr. 89000436   | Prospect St. 42° 3′ 2,2″ N, 71° 52′ 41,9″ W                                                                  | Webster          | Wird heute als Wohnhaus genutzt.                                                                         |
| 148   | Tuttle Square School                                                       | Tuttle Square School                                | 8. März 2002 ID-Nr. 02000129   | 41 South St. 42° 11′ 29″ N, 71° 50′ 6″ W                                                                     | Auburn           | |
| 149   | Upton State Forest-Civilian Conservation Corps Resources Historic District | weitere Bilder                                      | 8. Okt. 2014 ID-Nr. 14000841   | 205 Westborough Rd. 42° 12′ 32,8″ N, 71° 36′ 29,2″ W                                                         | Upton            | |
| 150   | Upton Center Historic District                                             | weitere Bilder                                      | 14. Jan. 2015 ID-Nr. 14001150  | Church, Main, Milford, Nelson, N. Main, Plain, Pleasant, School & Warren Sts. 42° 10′ 26″ N, 71° 36′ 11,2″ W | Upton            | |
| 151   | Upton Town Hall                                                            | weitere Bilder                                      | 12. Feb. 1999 ID-Nr. 99000185  | 1 Main St. 42° 10′ 26″ N, 71° 35′ 31,9″ W                                                                    | Upton            | |
| 152   | U.S. Post Office Millbury Main                                             | U.S. Post Office Millbury Main                      | 15. Okt. 1987 ID-Nr. 87001764  | 119 Elm St. 42° 11′ 26,9″ N, 71° 44′ 58,9″ W                                                                 | Millbury         | |
| 153   | US Post Office-Whitinsville Main                                           | US Post Office-Whitinsville Main                    | 15. Okt. 1987 ID-Nr. 86003433  | 58 Church St. 42° 6′ 38,2″ N, 71° 39′ 47,2″ W                                                                | Northbridge      | |
| 154   | Vintonville Historic District                                              | Vintonville Historic District                       | 23. Aug. 2006 ID-Nr. 06000717  | 42° 15′ 59″ N, 71° 36′ 33,1″ W                                                                               | Westborough      | |
| 155   | Wachusett Aqueduct Linear District                                         | weitere Bilder                                      | 18. Jan. 1990 ID-Nr. 89002276  | 42° 20′ 1″ N, 71° 35′ 26,9″ W                                                                                |                  | |
| 156   | Wachusett Dam Historic District                                            | weitere Bilder                                      | 18. Jan. 1990 ID-Nr. 89002269  | Nordende des Wachusett Reservoir 42° 24′ 16,9″ N, 71° 41′ 17,2″ W                                            | Clinton          | |
| 157   | Gen. Artemas Ward Homestead                                                | Gen. Artemas Ward Homestead                         | 4. Mai 1976 ID-Nr. 76000308    | Main St. 42° 17′ 42″ N, 71° 41′ 49,9″ W                                                                      | Shrewsbury       | |
| 158   | Ware-Hardwick Covered Bridge                                               | Ware-Hardwick Covered Bridge                        | 8. Mai 1986 ID-Nr. 86001006    | Old Gilbertville Rd. und Bridge St. 42° 18′ 37,1″ N, 72° 12′ 45″ W                                           | Hardwick         | |
| 159   | Warren First Congregational Church-Federated Church                        | Warren First Congregational Church-Federated Church | 27. Nov. 2004 ID-Nr. 04001258  | 25 Winthrop Terrace 42° 12′ 49″ N, 72° 11′ 30,8″ W                                                           | Warren           | |
| 160   | Warren Public Library                                                      | Warren Public Library                               | 13. März 2000 ID-Nr. 00000146  | Main St. / Bacon St. 42° 12′ 47,5″ N, 72° 11′ 35,2″ W                                                        | Warren           | |
| 161   | Warren Town Hall                                                           | Warren Town Hall                                    | 14. Juni 2001 ID-Nr. 01000650  | 1 Main St. 42° 12′ 46,1″ N, 72° 11′ 43,1″ W                                                                  | Warren           | |
| 162   | Jonah Warren House                                                         | Jonah Warren House                                  | 5. Nov. 1998 ID-Nr. 98001331   | 64 Warren St. 42° 14′ 53,9″ N, 71° 36′ 11,9″ W                                                               | Westborough      | |
| 163   | Washburn Square-Leicester Common Historic District                         | Washburn Square-Leicester Common Historic District  | 22. Feb. 2006 ID-Nr. 06000062  | Main St., Washburn Sq., 3 Paxton St. 42° 14′ 46″ N, 71° 54′ 13″ W                                            | Leicester        | |
| 164   | Waters Farm                                                                | Waters Farm                                         | 4. Apr. 1985 ID-Nr. 85000695   | 53 Waters Rd. 42° 6′ 20,9″ N, 71° 47′ 2″ W                                                                   | Sutton           | |
| 165   | Asa Waters Mansion                                                         | Asa Waters Mansion                                  | 14. Feb. 1978 ID-Nr. 78000479  | 123 Elm St. 42° 11′ 24″ N, 71° 45′ 46,1″ W                                                                   | Millbury         | |
| 166   | Webster Municipal Buildings Historic District                              | Webster Municipal Buildings Historic District       | 27. März 2012 ID-Nr. 12000152  | 350 Main, 29 Negus & 2 Lake Sts. 42° 2′ 58,6″ N, 71° 52′ 48″ W                                               | Webster          | |
| 167   | West Brick School                                                          | West Brick School                                   | 1. März 2011 ID-Nr. 11000070   | 1592 Old Turnpike Rd. 42° 21′ 43,9″ N, 72° 4′ 54,1″ W                                                        | Oakham           | |
| 168   | West Brookfield Center Historic District                                   | West Brookfield Center Historic District            | 28. Juni 1990 ID-Nr. 90000885  | 42° 14′ 3,8″ N, 72° 8′ 30,1″ W                                                                               | West Brookfield  | |
| 169   | West Main Street Historic District                                         | West Main Street Historic District                  | 16. Juni 1987 ID-Nr. 87000884  | 42° 16′ 7″ N, 71° 37′ 4,1″ W                                                                                 | Westborough      | |
| 170   | West Sutton Historic District                                              | West Sutton Historic District                       | 8. Aug. 2001 ID-Nr. 01000871   | 42° 7′ 1,9″ N, 71° 48′ 11,2″ W                                                                               | Sutton           | |
| 171   | West Village Historic District                                             | West Village Historic District                      | 16. Okt. 2009 ID-Nr. 09000827  | Allen Hill, Goodnow, Hubbardston und Radford Rds. 42° 27′ 6,5″ N, 71° 53′ 4,9″ W                             | Princeton        | |
| 172   | Westborough State Hospital                                                 | Westborough State Hospital                          | 21. Jan. 1994 ID-Nr. 93001488  | 42° 18′ 4″ N, 71° 36′ 37,1″ W                                                                                | Westborough      | |
| 173   | Weston Aqueduct Linear District                                            | weitere Bilder                                      | 18. Jan. 1990 ID-Nr. 89002274  | 42° 19′ 59,9″ N, 71° 22′ 32,2″ W                                                                             | Southborough     | |
| 174   | White Homestead-Salem Cross Inn                                            | White Homestead-Salem Cross Inn                     | 14. Apr. 1975 ID-Nr. 09000619  | 260 West Main Street 42° 14′ 40,6″ N, 72° 10′ 24,6″ W                                                        | West Brookfield  | |
| 175   | Whitcomb Inn and Farm                                                      | Whitcomb Inn and Farm                               | 2. Mai 2002 ID-Nr. 02000431    | 43 Old Sugar Rd. 42° 26′ 44,2″ N, 71° 34′ 54,1″ W                                                            | Bolton           | |
| 176   | Whitinsville Historic District                                             | Whitinsville Historic District                      | 7. Apr. 1983 ID-Nr. 83000613   | 42° 6′ 28,1″ N, 71° 40′ 0,1″ W                                                                               | Northbridge      | |
| 177   | Wickaboag Valley Historic District                                         | Wickaboag Valley Historic District                  | 27. Okt. 2000 ID-Nr. 00001201  | 42° 15′ 10,8″ N, 72° 9′ 14,4″ W                                                                              | West Brookfield  | |
| 178   | Oliver Wight House                                                         | Oliver Wight House                                  | 1. Juni 1982 ID-Nr. 82004483   | Main St. 42° 6′ 41″ N, 72° 5′ 21,8″ W                                                                        | Sturbridge       | |
| 179   | Willard House and Clock Museum                                             | Willard House and Clock Museum                      | 1. Juni 1982 ID-Nr. 82004470   | 11 Willard St. 42° 14′ 20″ N, 71° 40′ 25″ W                                                                  | Grafton          | |
| 180   | Willard-Fisk House                                                         | Willard-Fisk House                                  | 23. Feb. 1996 ID-Nr. 96000163  | 121 Whitney St. 42° 22′ 44″ N, 71° 53′ 11″ W                                                                 | Holden           | |
| 181   | Woodlawn Cemetery                                                          | weitere Bilder                                      | 23. Juli 2013 ID-Nr. 13000535  | 2 Woodlawn St. 42° 25′ 9,6″ N, 71° 41′ 28,7″ W                                                               | Clinton          | |

## Ehemalige Einträge
| [ 2 ] | Name                   | Bild | Eintragsdatum                 | Lage                | Ort          | Beschreibung                                    |
| ----- | ---------------------- | ---- | ----------------------------- | ------------------- | ------------ | ----------------------------------------------- |
| 1     | Northborough Town Hall |      | 23. Feb. 1972 ID-Nr. 72000151 | W. Main / Blake St. | Northborough | Am 18. September 1985 durch ein Feuer zerstört. |